# نسب مشترک
گروهی از جانداران را که نیایی مشترک دارند، دارای نسب مشترک (به انگلیسی: Common descent) نامند. در زیست‌شناسی نوین باور عمومی بر این است که تمام جانداران زنده روی کرهٔ زمین از نیایی مشترک یا از خزینهٔ ژنی مشترکی نشأت گرفته‌اند.
نظریهٔ نسب مشترک همگانی بر پایهٔ اصول تکاملی نخستین بار توسط چارلز داروین در کتاب اصل انواع (۱۸۵۹ میلادی) و بعدتر در کتاب هبوط انسان مطرح شد (۱۸۷۱). امروزه این نظریه به‌طور کلی مورد قبول زیست‌شناسان است و باور بر این است که نخستین نیای مشترک همگانی، یعنی نخستین نسب مشترک همهٔ جانداران، حدود ۳٫۹ میلیارد سال پیش پدید آمده است. نظریهٔ وجود نسب مشترک همهٔ جانداران یکی از اصول فرگشت است، گرچه وجود یک اصالت تباری یگانه در مورد اندامگان‌های تک‌یاخته‌ای و ویروسها مورد مناقشه است.

## شواهد نیای مشترک سراسری
مقاله اصلی: شواهد نیای مشترک

### رمز ژنتیکی و زیست‌شیمی مشترک
تمام اشکال شناخته‌شده حیات بر مبنای یک ساختار بیوشیمیایی بنیادی یکسان هستند: اطلاعات ژنتیکی کدگذاری‌شده در دی‌ان‌ای، رونوشت‌برداری می‌شوند در آران‌ای، از طریق اثرگذاری پروتئین-و آنزیم‌های آران‌ای، سپس به پروتئین‌ها ترجمه می‌شوند از طریق ریبوزوم‌ها (ی به شدت مشابه)، با آدنوزین تری‌فسفاتها (ATP)، نیکوتین‌آمید آدنین دی‌نوکلئوتید فسفات‌ها (NADPH) و دیگر چیزها به عنوان منابع انرژی، و و و. به علاوه، رمزهای ژنتیکی ("جدول ترجمه"‌ای که با بر حسب آن اطلاعات دی‌ان‌ای به پروتئین‌ها ترجمه می‌شوند) تقریباً برای تمام اشکال حیات شناخته شده، از باکتری‌ها و باستانیان گرفته تا حیوانات و گیاهان یکسان است. به‌طور کلی، جهان‌شمولی این رمز، توسط زیست‌شناسان به عنوان مدرک قطعی و معتبر در طرفداری از نظریه نسب مشترک جهانی (به انگلیسی: Universal common descent) به حساب می‌آید.

### کد ژنتیکی مشترک
کد ژنتیکی («جدول ترجمه» که براساس آن اطلاعات DNA به اسیدهای آمینه و از این رو به پروتئین‌ها ترجمه می‌شوند) تقریباً برای همه شکل‌های زندگی شناخته شده است، از باکتری‌ها و آرکی باکتری‌های مختلف گرفته تا حیوانات و گیاهان، یکسان می‌باشد. جهانی بودن این کد معمولاً توسط زیست شناسان به عنوان شواهد قطعی به سود و طرفداری‌تبار مشترک جهانی تلقی می‌شود.

### شباهت‌های گزینشی خنثی
شباهت‌هایی که هیچ ارتباط انطباقی ندارند را نمی‌توان با تکامل همگرا توضیح داد؛ بنابراین آنها پشتیبانی قانع‌کننده‌ای برای نزول مشترک جهانی ارائه می‌دهند. چنین شواهدی از دو بخش استنباط شده است: توالی‌های اسیدهای آمینه و توالی‌های DNA. پروتئین‌ها با ساختار سه‌بعدی مشابه نیازی به توالی اسید آمینه یکسان ندارند. هر شباهت بی‌ربطی بین توالی‌ها، شواهدی برای‌تبار مشترک محسوب می‌شود.

### شباهت‌های دیگر
زیست‌شناسان غالباً [به کمیت] جهانی بودن بسیاری از جنبه‌های زندگی سلولی را به عنوان مدرک حمایتی برای شواهد قانع‌کننده‌تر مذکور در بالا ذکر می‌کنند. این شباهت‌ها شامل حامل انرژی آدنوزین تری فسفات (ATP) و این واقعیت است که تمام اسیدهای آمینه موجود در پروتئین‌ها چپ دست هستند. با این وجود، ممکن است که این شباهت‌ها به دلیل قوانین فیزیک و شیمی - نه از طریق نیای مشترک جهانی - باشد و بنابراین سبب تکامل همگرا شود.

### درختان تبارزایی
شواهد مهم دیگر از درختان تفصیلی فیلوژنتیک (یعنی "درختان تبارشناسی" گونه‌ها) به دست می‌آید که به ترسیم بخش‌های پیشنهادی و اجداد یا نیاکان مشترک همه گونه‌های زنده می‌پردازد. در سال ۲۰۱۰، داگلاس L. تئوبالد تجزیه و تحلیل آماری از داده‌های ژنتیکی موجود را منتشر کرد،[۱] و آنها را به شکل درختان فیلوژنتیک ترسیم نمود، که "پشتیبانی کمّی از قدرت، با یک آزمایش رسمی، برای وحدت زندگی است.

## اعتراض احتمالی

### تجزیه و تحلیل تبارزایی ابرهای تبادل ژن
تووبالد خاطرنشان کرد که انتقال ژن افقی اساسی ممکن است در طول تکامل اولیه رخ دهد. امروزه باکتری‌ها توانایی تبادل ژن بین دودمان‌های وابسته به دور را دارند.

### تکامل همگرا
اگر ارگانیسم‌های اولیه با همان شرایط محیطی هدایت شده‌اند تا بیوشیمی مشابه را به‌طور همگرایی تکامل دهند، ممکن است به‌طور مستقل توالی ژنتیکی مشابهی را به دست آورند. بر این اساس، «آزمون رسمی» توابالد توسط تاکاهیرو یونزاوا و همکاران به دلیل عدم در نظر گرفتن همگرایی مورد نقد و انتقاد قرار گرفت.